# Luiz Henrique da Silveira
Luiz Henrique da Silveira   (Blumenau, 25 de febrer de 1940 - Joinville, 10 de maig de 2015) va ser un advocat, polític i escriptor brasiler afiliat al Partit del Moviment Democràtic Brasiler (PMDB). Va ser ministre de Ciència durant el govern de José Sarney. Per Santa Catarina, va ser governador en dos mandats, senador i diputat federal durant cinc mandats, a més d'alcalde de Joinville en dues ocasions.
Admès a l'Orde del Mèrit Militar l'any 1995 pel president Fernando Henrique Cardoso, ambr grau de Comanador especial, va ser promogut el 2003 per Luiz Inácio Lula da Silva al grau de Gran Oficial. Abans, el 2000, havia sigut condecorat amb l'Orde del Mèrit Cultural del Brasil.
El 10 de maig de 2015, després de dinar en el seu apartament d'Itapema, Santa Catarina, va patir un infart i va ser dut a un hospital de Joinville, on va acabar morint. El seu escó al senat va ser ocupat per Dalírio Beber.
| Càrrec                             | Data d'inici | Data final | Comentaris                                                  |
| ---------------------------------- | ------------ | ---------- | ----------------------------------------------------------- |
| Diputat estatal de Santa Catarina  | 01/02/1971   | 1975?      |                                                             |
| Diputat federal per Santa Catarina | 01/02/1975   | 1977?      | Renuncia per preparar la candidatura a alcalde de Joinville |
| Alcalde de Joinville               | 15/03/1977   | 14/05/1982 | Renuncia per preparar la candidatura a diputat federal      |
| Diputat federal per Santa Catarina | 01/02/1983   | 01/02/1987 |                                                             |
| Diputat federal per Santa Catarina | 01/02/1987   | 01/02/1991 | Ministre de Ciència i Tecnologia (23/10/1987 - 29/07/1988)  |
| Diputat federal per Santa Catarina | 01/02/1991   | 01/02/1995 |                                                             |
| Diputat federal per Santa Catarina | 01/02/1995   | 1996?      | Renuncia per preparar la candidatura a alcalde de Joinville |
| Alcalde de Joinville               | 01/01/1997   | 03/04/2002 |                                                             |
| Governador de Santa Catarina       | 01/01/2003   | 09/04/2006 | Renuncia per preparar la reelecció                          |
| Governador de Santa Catarina       | 01/01/2007   | 25/03/2010 | Renuncia per preparar la candidatura a senador              |
| Senador per Santa Catarina         | 01/02/2011   | 10/05/2015 | Mor en el càrrec                                            |

## Obra publicada
- Antenas e raízes (en portuguès).  Letraságua, 2005. ISBN 978-85-87648-70-9.
- Quarentage (en portuguès).  Letradágua, 2015. ISBN 978-85-7802-061-3.